# Người Brasil gốc Á
Người Brasil gốc Á (tiếng Bồ Đào Nha: brasileiros asiáticos) là công dân của Brasil có nguồn gốc đầy đủ hoặc chủ yếu là Đông Á, Nam Á và Đông Nam Á hoặc một người gốc Á sinh sống lâu dài tại Brasil. Phần lớn cộng đồng châu Á ở Brasil được tạo ra từ những người nhập cư từ Đông Á, mặc dù cũng có số lượng người Nam Á và người Đông Nam Á nhỏ hơn, bao gồm một số ít người châu Á đến từ vùng Caribe, Mozambique và Kenya. Ước tính năm 2011 cho gypsies Brasil là khoảng 800.000, nhưng họ không được tính là châu Á, mặc dù họ có tổ tiên xa xôi đến từ Nam Á. Người gốc Tây Á (bao gồm cả người Do Thái) xuất xứ thường không tự xác định là người gốc Á ở Brasil như kiểu hình của họ kể từ khi cuộc chinh phục Hy-La và Ba Tư có sự chồng chéo với Hy Lạp và Iran. Mặt khác ở một số bang như Amapa, người Mỹ gốc Á và người Mỹ gốc Đông Á được xếp vào một nhóm.

## Lịch sử

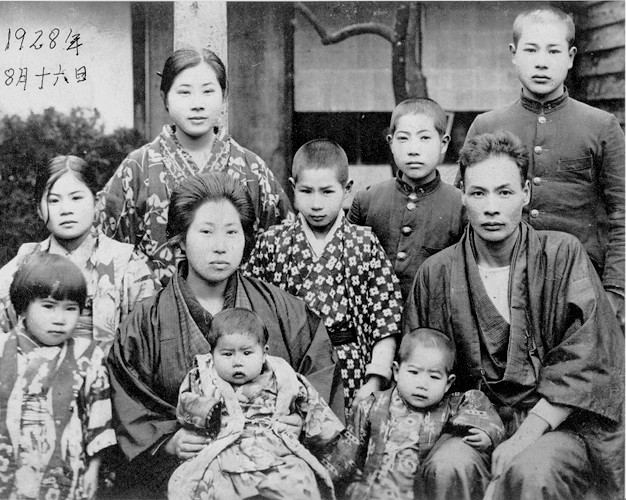
Một gia đình người Nhật ở Brasil

Nghiên cứu gần đây đã gợi ý rằng người châu Á từ Đế quốc Đông Bồ Đào Nha đầu tiên, được gọi là người Luso-người châu Á đầu tiên đến Brasil trong thế kỷ 16 như thủy thủ được gọi là Lascars hoặc là công chức, nô lệ và thiếp đi cùng các thống đốc, thương gia và giáo sĩ. người Bồ Đào Nha gốc Á. Sự hiện diện đầu tiên của người châu Á được giới hạn ở Đông Bắc Brasil, đặc biệt là Bahia, nhưng những người khác đã được đưa vào làm người tu luyện, công nhân dệt và thợ mỏ đến Para và các phần khác của vùng Đông Bắc. Những người châu Á này đã kết hôn với những người gốc châu Phi và châu Âu và để lại di sản trong truyền thống thực phẩm, nghệ thuật đầu tiên và làm thuyền ở vùng Đông Bắc.
Người nhập cư châu Á đáng kể đầu tiên đến Brasil là một số ít người Trung Quốc (3.000) trong thời kỳ thuộc địa như nô lệ coolie. Tuy nhiên, nhập cư quan trọng từ châu Á đến Brasil bắt đầu vào cuối thế kỷ 19, khi nhập cư từ Liban và Syria trở nên quan trọng. Ở Brasil, hầu hết các định nghĩa của một người Brasil gốc Á thường không đề cập đến cộng đồng nguồn gốc Tây Á như người Ả Rập, người Thổ Nhĩ Kỳ và người Armenia.
Đại đa số người Brasil gốc Á có nguồn gốc ở Nhật Bản. Những người nhập cư Nhật Bản đầu tiên đến Brasil vào năm 1908. Cho đến những năm 1950, hơn 250 nghìn người Nhật đã di cư đến Brasil. Hiện tại, dân số Nhật-Brasil ước tính khoảng 1,6 triệu người. Đây là dân số Nhật Bản lớn nhất bên ngoài Nhật Bản, theo sau là cộng đồng người Nhật ở Hoa Kỳ. Các nhóm người Đông Á khác cũng quan trọng ở Brasil. Người Brasil gốc Hàn dân số được ước tính là 50.000 và người Brasil gốc Trung Quốc dân số khoảng 160.000 người. Hơn 70% người Brasil gốc Á tập trung ở bang São Paulo. Có những quần thể đáng kể ở Paraná, Pará, Mato Grosso do Sul và các phần khác của Brasil.